# Cyanopepla deguttata
Cyanopepla deguttata là một loài bướm đêm thuộc phân họ Arctiinae, họ Erebidae.